# Költségvetési politika
A költségvetési politika, más néven fiskális politika a gazdaságirányítás egyik eszköze, a pénzügyi politika része, a gazdaságpolitikai és ezen belül a pénzügypolitikai célok költségvetési eszközökkel való előmozdítására vonatkozó központi állami döntések összessége. A gazdaságban keletkezett jövedelmek újraelosztása révén befolyásolja a vállalkozások és a lakosság rendelkezésére álló jövedelem nagyságát és elosztását. Fő elemei: a közkiadások (kormányzati vásárlások és a háztartásoknak és vállalatoknak juttatott transzferek) és az adóztatás, továbbá az államadósság kezelése (állami kölcsönök felvétele és törlesztése).

## Célja
A költségvetési politika általános célja a hosszú távú gazdasági növekedés biztosítása. További céljai a gazdaságra jellemző ingadozások (fluktuációk) keretek közé szorítása, vagyis a fellendülés és visszaesés által okozott csúcspontok kiegyenlítése, azaz a stabilizáció; a munkanélküliség szintjének a lehető legkisebb szintre történő visszaszorítása. 
Ezek olyan feladatok, melyek nem oldhatók meg az egyének érdekeltségi szintjén. 

## Eszközei
A fenti célok megvalósítására szolgáló legfőbb eszközök között említhetjük az adóztatást és a közkiadásokat. Válság esetén az állam pótlólagos keresletet támaszt és ezzel tölti be a kínálat és a kereslet közötti űrt. Pótlólagos vásárlóerőt kell juttatni a gazdaságba anélkül azonban, hogy az árumennyiség növekedne, hiszen így is felesleg van.
A beavatkozás eszközei:
- Recesszió esetén az adók csökkentését és újabb közkiadási programok beindítását célszerű megtenni. Ennek hatására többletkereslet jelenik meg. Ezen felül a monetáris politika eszközeivel pénzmennyiséget növelhetünk és kamatlábat csökkenthetünk.
- Gazdaság felpörgése (konjunktúra) esetén a magas inflációs rátával találkozunk, a költségvetési politika az adókulcsok emelésével és a közkiadások visszafogásával válaszolhat. A monetáris politika segítségével a pénzkínálat mennyiségét lehet csökkenteni a kamatlábak emelése mellett.

Az eszközök másik felosztása:
- Az automatikus eszközök lényege, hogy az egyes problémák maguktól megoldódnak. Ilyen stabilizátorok a progresszív adózás, munkanélküli segély (mely pótlólagos vásárlóerőt biztosít, fellendülés esetén pedig több munkást vesznek fel és csökken a kifizetett összeg).

- A diszkrecionális eszközök ezzel szemben eseti beavatkozásokat jelentenek, úgy, mint közmunka, állami foglalkoztatási programok, eseti kifizetések vagy adókulcsok változtatása. A rendelkezésre álló munkaerő hatékony kihasználásához utak építése, infrastrukturális beruházások megvalósítása az optimális megoldás. Az adókulcsok változtatásával, az egyes jövedelmi sávokban az elvonás nagyságának módosulásával nem lehet azonnali eredményeket elérni.

## Lásd még
- Makroökonómia
- John Maynard Keynes